# Kościół gimnazjalny w Braniewie
Kościół gimnazjalny w Braniewie (pw. Niepokalanego Poczęcia Najświętszej Maryi Panny) – kościół katolicki wybudowany w latach 1861–1863 przy Królewskim Gimnazjum Katolickim (Königlich-Katholisches Gymnasium) i Liceum Hosianum w Braniewie. W 1945 zniszczony, po wojnie niezachowany.

## Historia
Kościół wybudowano w latach 1861–1863 na średniowiecznych murach obronnych miasta, prostopadle do rozebranego w 1809 roku ze względu na zły stan techniczny średniowiecznego kościoła Najświętszej Maryi Panny. Nowa świątynia była również znacznie skromniejsza od poprzedniej.
16 maja 1861 sufragan Antoni Frenzel dokonał błogosławieństwa i położenia kamienia węgielnego. We wmurowanym dokumencie sporządzonym w całości po łacinie znajdowały się m.in. nazwiska i tytuły nauczycieli gimnazjum, którzy złożyli na tym dokumencie podpisy. Budowa była prowadzona pod kierunkiem inspektora budowlanego Augusta Bertrama. W następnym roku wzniesiona już była wieża i zamontowano dzwon. W procesie wznoszenia świątyni partycypowały też władze miasta, fundując drewno na jej budowę. Świątynia została konsekrowana 8 października 1863 przez biskupa sufragana Antoniego Frenzla ku czci Niepokalanego Poczęcia Najświętszej Maryi Panny. W 1864 jako pamiątka po pierwszym kościele został odsłonięty kamienny krzyż zachowany ze starej świątyni.
Kościół gimnazjalny początkowo nie był połączony z aulą, wieżą i budynkiem głównym. Jednak jeszcze przed ukończeniem jego budowy zaczęto już planować dostawienie auli pomiędzy kościołem a budynkiem gimnazjum. W dniu 17 maja 1866 Kolegium Szkolne Prowincji Prus Wschodnich (Provinzialschulkollegium) wyasygnowało na cen cel kwotę 16 767 marek. Już na wiosnę następnego roku rozpoczęła się budowa auli, by 22 marca 1869, w dniu urodzin króla Wilhelma I Hohenzollerna, aula połączyła kościół z głównym skrzydłem szkoły. Dwa lata później aula ta otrzymała już oświetlenie gazowe, prawdopodobne że wraz z aulą również kościół.
W latach 1874–1876 dzięki poparciu władz pruskich kościół przejęty został przez starokatolików (był to okres kulturkampfu, w którym starokatolicyzm cieszył się licznymi przywilejami władz).

26 grudnia 1902 oraz 22 lutego 1903 przeszły nad miastem orkanowe wiatry, które uszkodziły wiele budynków, również dach kościoła gimnazjalnego i połączonej z nim auli. W apsydzie kościoła ofiarą orkanu padły również witraże z przedstawieniem Świętego Józefa. Firma witrażowa Dr. H. Oidtmann z Linnich – fundator tychże witraży – podjęła się wspaniałomyślnie nieodpłatnej ich naprawy.

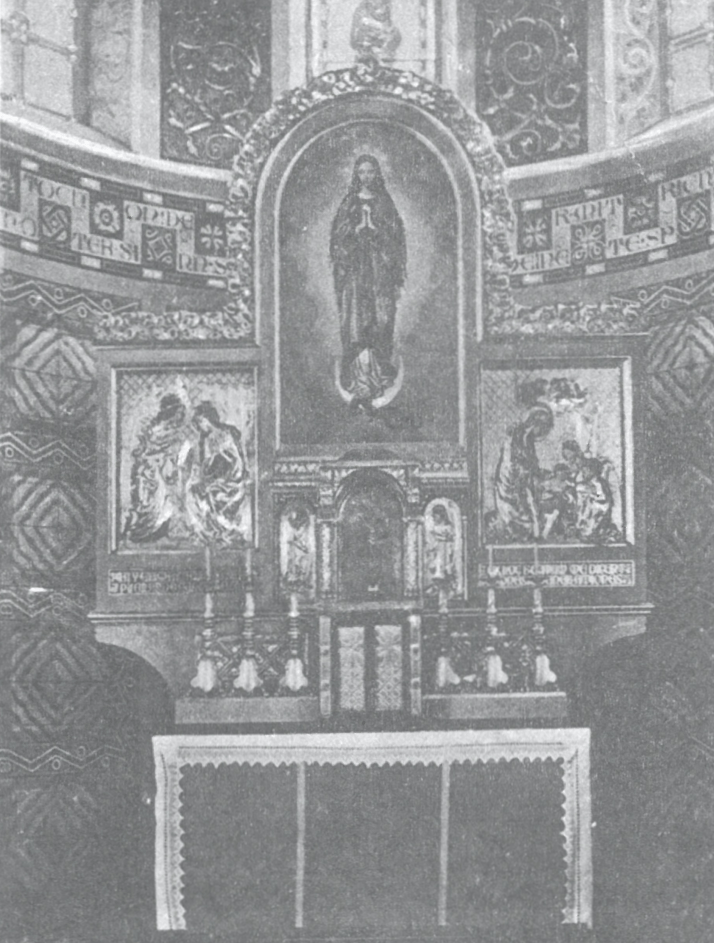
Ołtarz główny kościoła gimnazjalnego (ok. 1915)

W 1911 zawarto porozumienie umożliwiające udział w nabożeństwach w kościele gimnazjalnym dziewcząt ze szkoły żeńskiej Elisabethschule. W 1913 roku, z okazji 50-lecia zbudowania kościoła, został on odnowiony i odmalowany za kwotę 5000 marek, za kwotę 3655 marek zostały wyremontowane i zmodernizowane organy. Ponadto za kwotę 620 marek odrestaurowano stary kamienny krzyż, który pozostał po rozebranym w 1809 roku kościele Mariackim, i zawieszono go wewnątrz świątyni. Kościół otrzymał również ogrzewanie dzięki wstawieniu 2 ogromnych metalowych pieców. 18 stycznia 1930 w auli odsłonięto tablicę upamiętniającą tych, którzy oddali swoje życie za ojczyznę.
Kolejna przebudowa kompleksu Collegium Hosianum, z aulą i kościołem włącznie, miała miejsce w latach 1931–1934. W związku z potrzebą zwiększenia powierzchni użytkowej rozrastającej się szkoły, planowano wówczas bardzo poważnie likwidację kościoła gimnazjalnego. Zamiast niego miała powstać dla uczniów szkoły jedynie kaplica na poddaszu. Mieszkańcy się jednak zdecydowanie sprzeciwili temu projektowi. Za to miasto musiało dołożyć się do rządowej inwestycji m.in. poprzez wykupy gruntów (uczelnia ta należała do państwa). Nie przepuszczano wówczas, że za kilka lat, zamiast likwidować, zostaną wdrożone plany budowy kolejnej świątyni w szybko rozwijającym się mieście.
W ramach tego remontu kościół wraz z aulą został między innymi nakryty jednolitym dachem dwuspadowym, z powierzchni dachu usunięto dotychczasową charakterystyczną sygnaturkę. Pomiędzy kościołem i aulą znajdował się łącznik z wejściem do kościoła i do auli. 26 marca 1935 miała miejsce uroczysta msza św. i poświęcenie przebudowanego i odnowionego obiektu szkolnego. Kościół gimnazjalny stał się świątynią dostępną dla wszystkich mieszkańców.
W roku szkolnym 1935/1936 nad wejściem umieszczona została płaskorzeźba Madonny (Ermländische Madonna), która miała aż 3,75 m wysokości, wykonana przez rzeźbiarza Georga Fuhga (1898–1976) z Pieniężna. Zarówno w kościele gimnazjalnym, jak i auli znajdowały się organy dostępne uczniom do ćwiczeń. W kościele obok lewego ołtarza bocznego umieszczone było popiersie biskupa warmińskiego Stanisława Hozjusza wykonane przez 15-letniego ucznia gimnazjum Horsta Broschinskiego (ukończył gimnazjum w 1939, następnie studiował w Akademie für Bildende Künste w Berlinie, po wojnie architekt we Freiburgu). W roku szkolnym 1938/1939 kościół został wyposażony w nowe ławki.
21 stycznia 1945 w związku ze zbliżającym się frontem definitywnie została zakończona nauka szkolna. Kościół gimnazjalny został częściowo zniszczony (zbombardowany) 5 lutego 1945. Po wojnie zrujnowana świątynia, mimo zachowanych murów do wysokości dachu, niszczała niezabezpieczona. Dokumentacja fotograficzna z roku 1957, 1962 oraz 1966 potwierdza, że stały wówczas jeszcze mury świątyni, auli oraz portal z zachowaną płaskorzeźbą Madonny i to w nienajgorszym stanie. Jednak w 1962 roku, zarządzeniem ministra oświaty z dnia 7 czerwca 1962, została w Braniewie powołana Zasadnicza Szkoła Zawodowa o trzyletnim okresie nauki, dla której kościół był zbędny. Remont i odbudowę szkoły prowadzono pod kierunkiem Apolinarego Skrodzkiego. Mury kościoła stały zachowane w nienajgorzym stanie, co ukazują zdjęcia, aż do roku 1968, wtedy je dopiero zdecydowano się rozebrać, jako zapewne niepasujące do nowej rzeczywistości, a następnie na jej fundamentach wzniesiono nową budowlę. Nic nie pomogło nawet, że kościół gimnazjalny został wcześniej, bo 14 grudnia 1957, wpisany do ewidencji zabytków. Zresztą 14 grudnia 1957 wpisano również do rejestru zabytków również braniewski ratusz, również i on został rozebrany.
Remont szkoły został ostatecznie zakończony w roku 1971. Wówczas to na miejscu kościoła gimnazjalnego i auli stał już typowy dla czasów PRL-u, nieprzystający architekturą doklejony do zabytkowego skrzydła szkoły z krużgankami i Wieży Kleszej blok mieszkalny (zob. zdjęcie), który pełnił przez wiele kolejnych lat rolę internatu szkolnego Zespołu Szkół Zawodowych.

### Upamiętnienie w kulturze
W 2015 roku w Heimatbrief für den Kreis Braunsberg opublikowany został wiersz Ericha Hipplera „Die silberne Madonna von Braunsberg” inspirowany powojennym widokiem zgliszcz tego kościoła.

## Galeria zdjęć

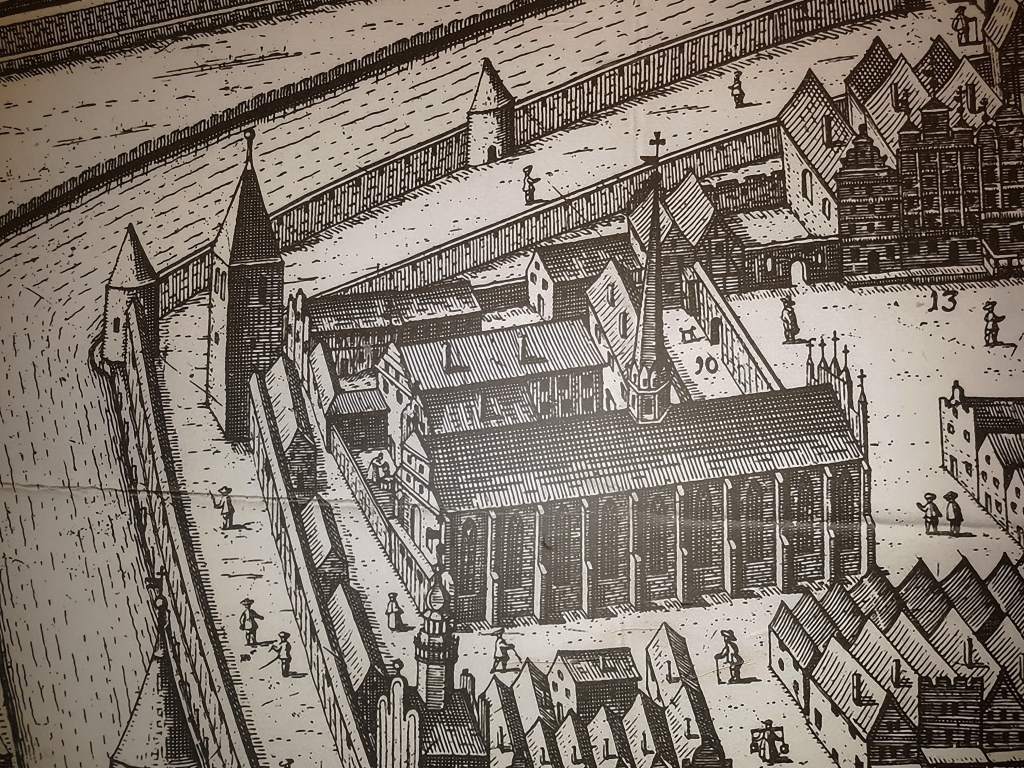
Rycina z 1635 – widoczny wcześniejszy kościół
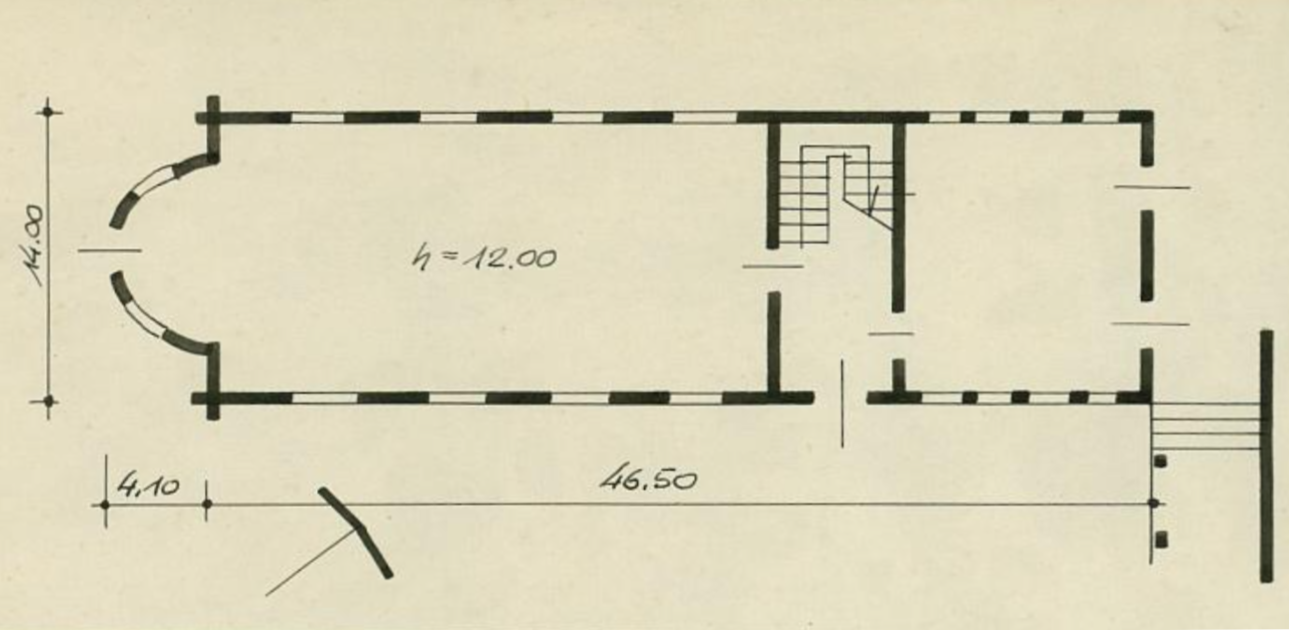
Plan kościoła (z aulą)
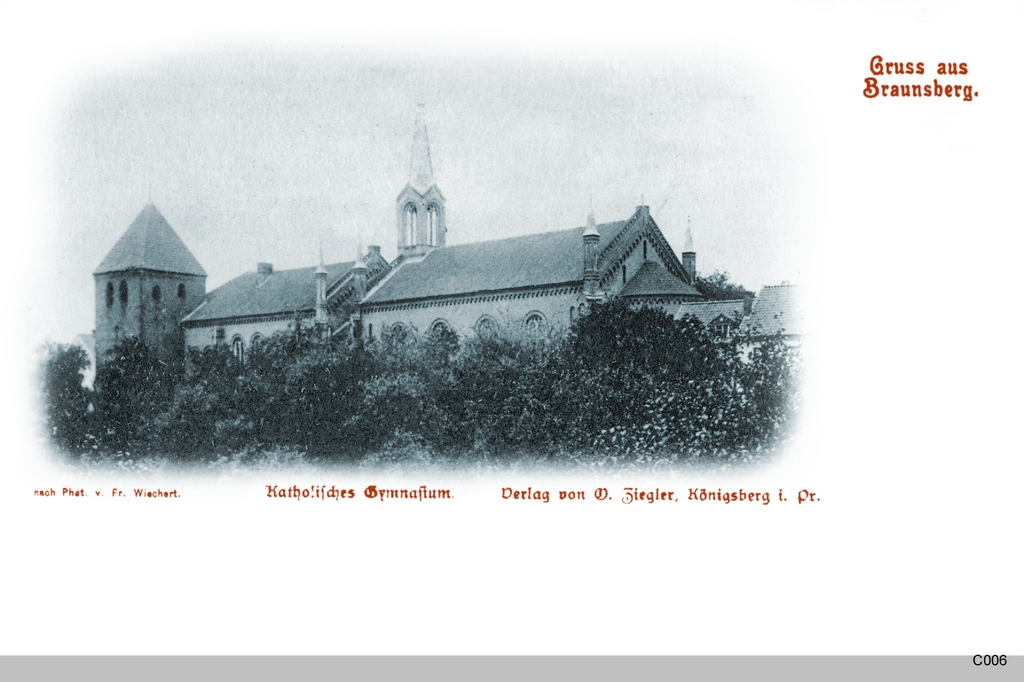
Kościół gimnazjalny, dalej aula i Wieża Klesza
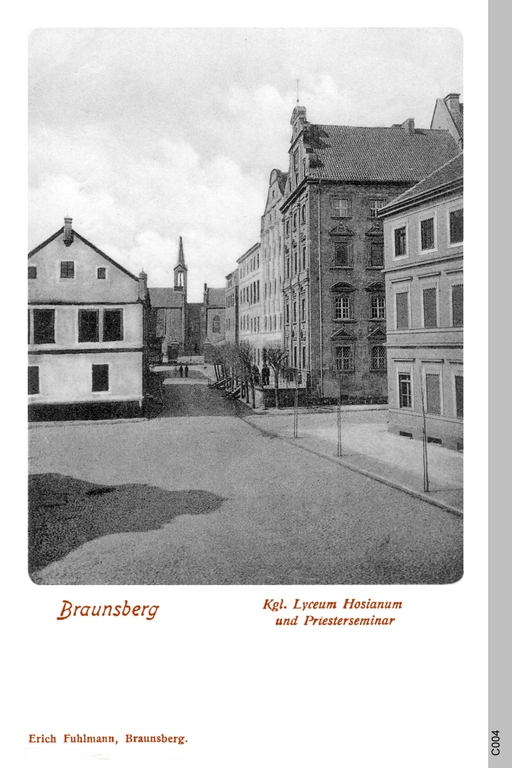
Na końcu ulicy
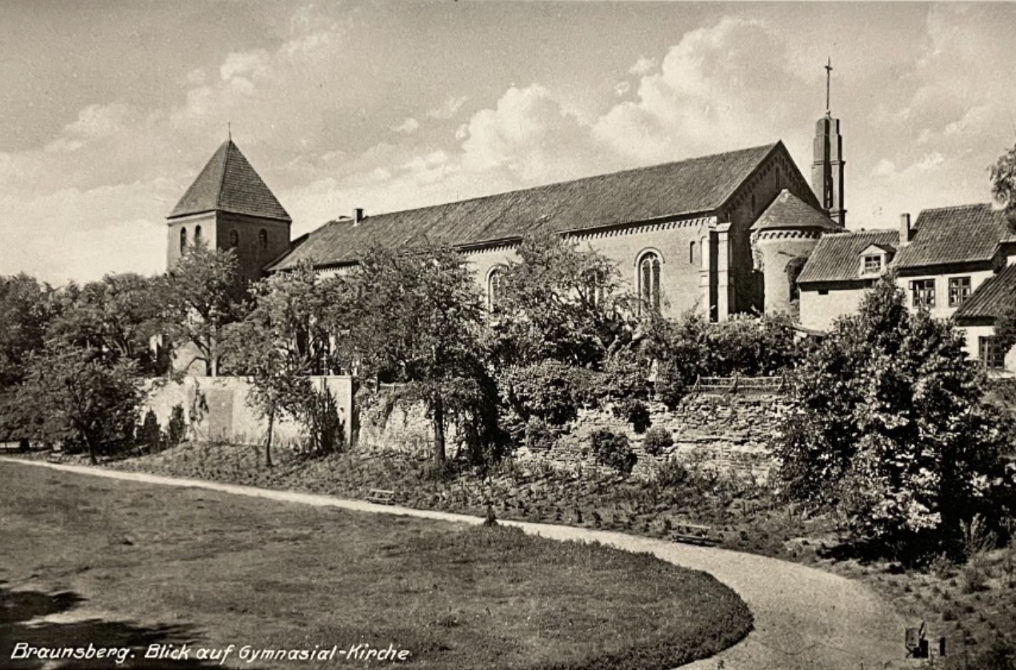
Po przebudowie z lat 1931–1934
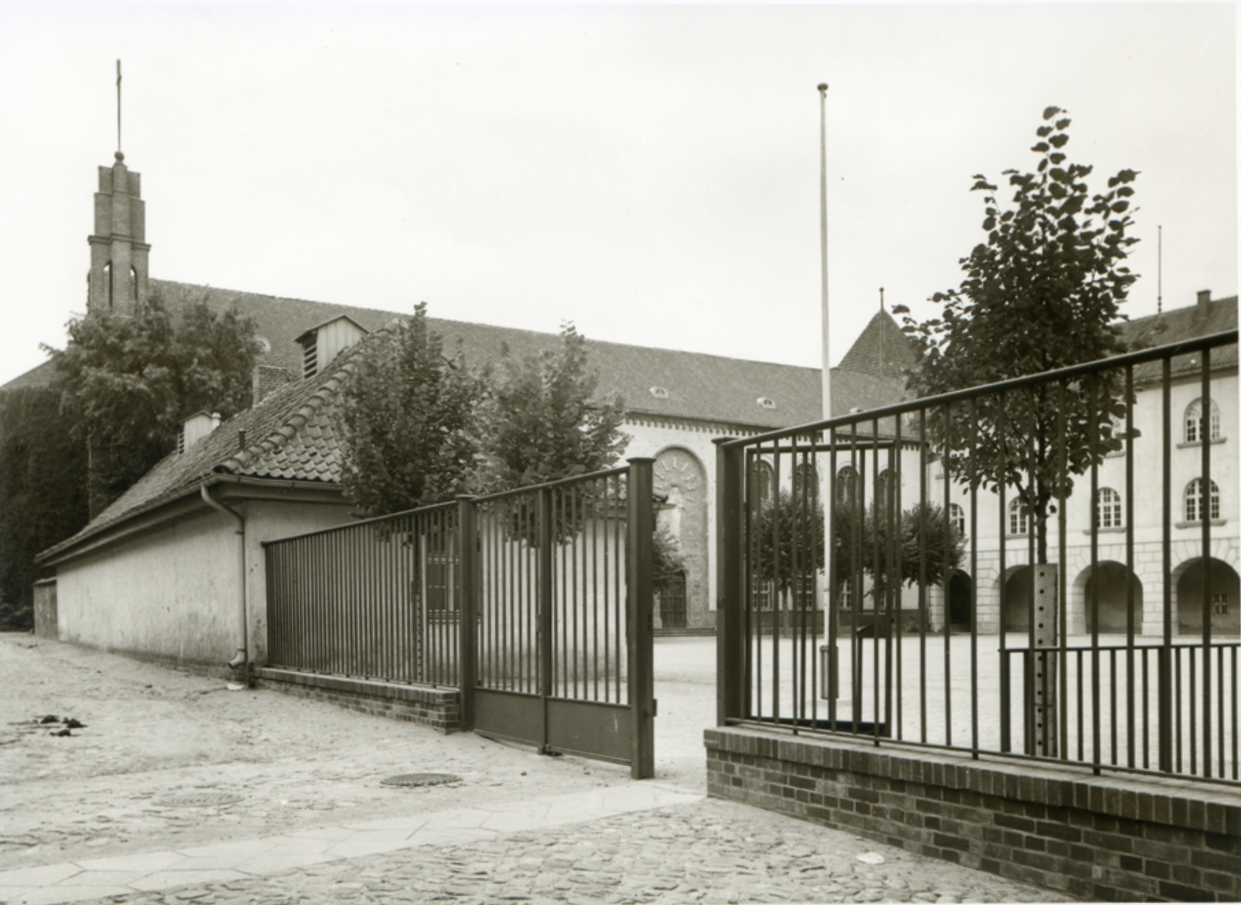
Po przebudowie, płaskorzeźba Madonny Georga Fuhga
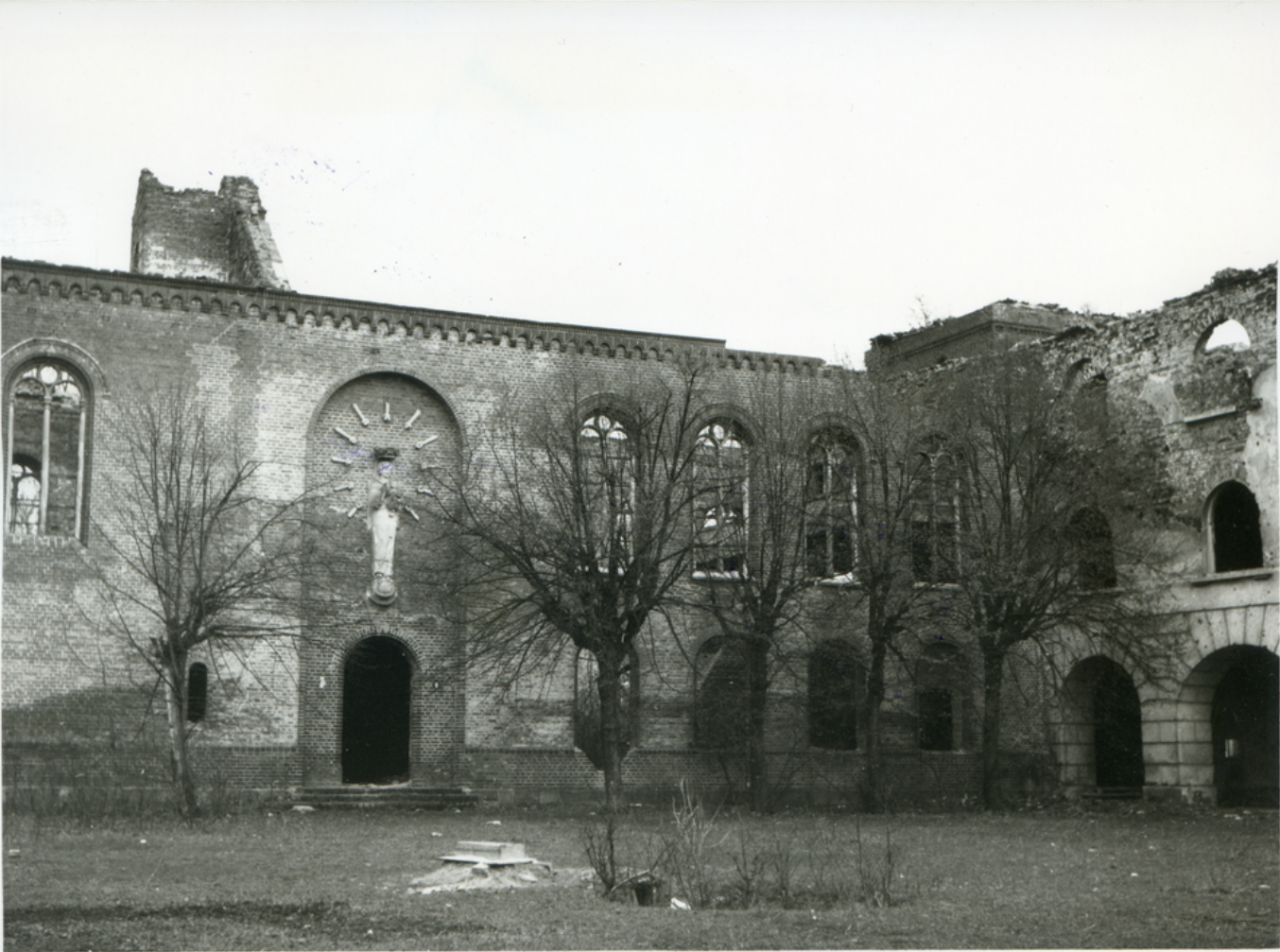
Ruina kościoła, zachowana płaskorzeźba Madonny
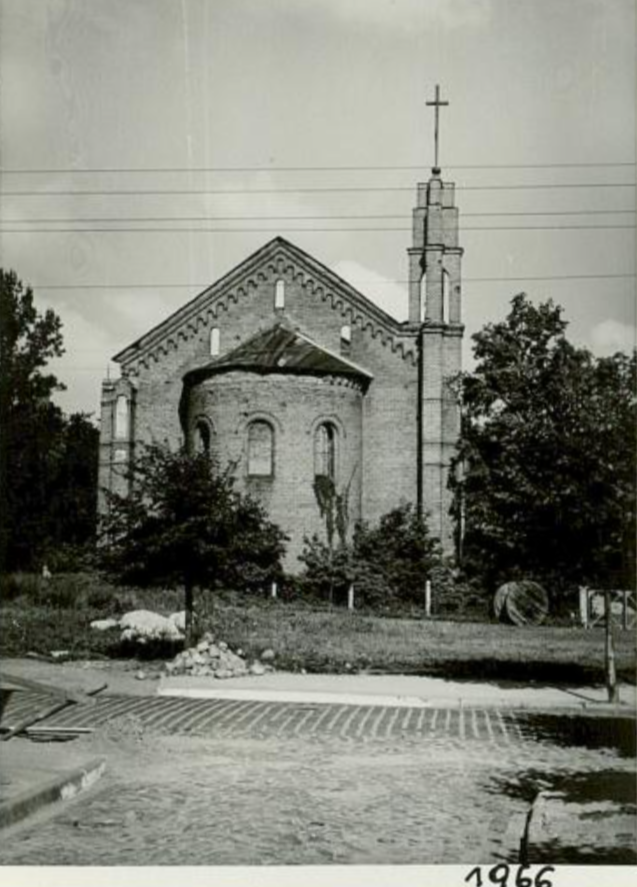
Apsyda, rok 1966
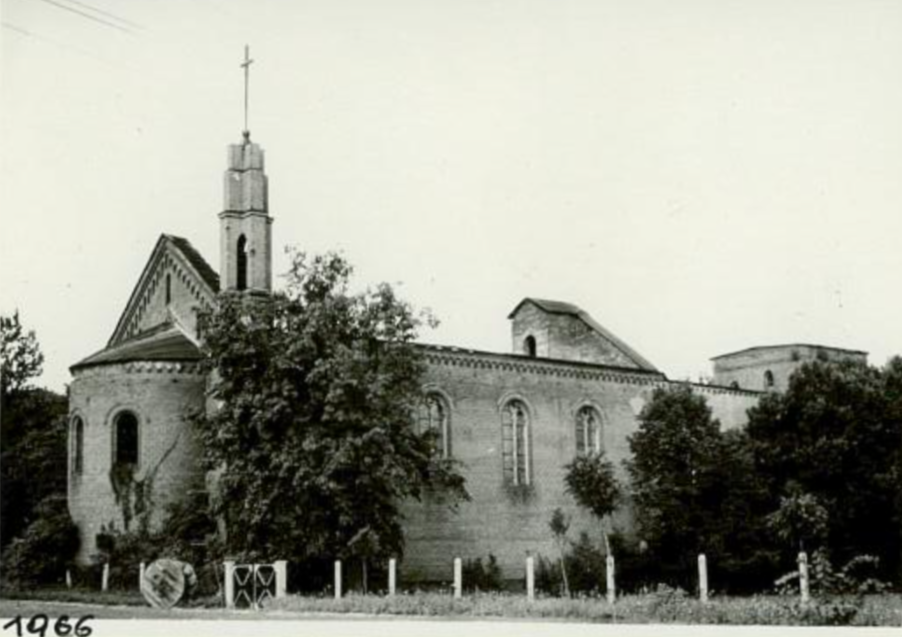
Kościół w roku 1966
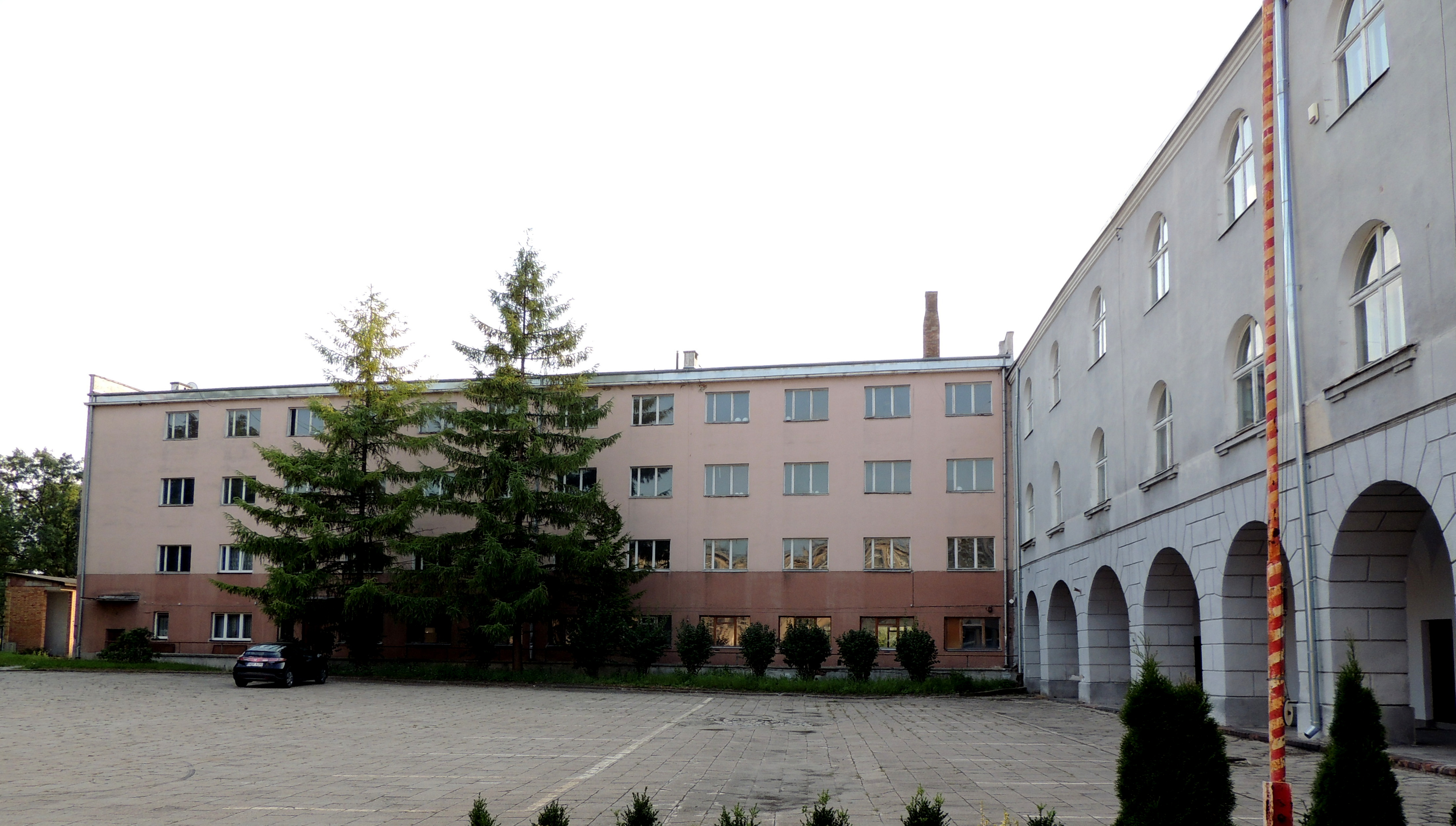
...5 lat później już socjalistyczny blok